# Щілинне розвантаження присвердловинної зони продуктивного пласта
Щілинне розвантаження присвердловинної зони продуктивного пласта — один з методів інтенсифікації нафтовидобутку.
Після буріння свердловини в присвердловинній зоні створюються кільцеві стискаючі напруги, що істотно зменшують проникність пристовбурної зони. Крім того, відбувається зниження проникності присвердловинної зони за рахунок осадження в колекторі твердої фази промивної рідини. Для усунення цих негативних явищ вторинний розтин продуктивного пласта роблять за допомогою гідропіскоструминної перфорації шляхом переміщення спеціального перфоратора уздовж вертикальної осі свердловини в інтервалі продуктивного пласта.
При цьому по обидві сторони від стовбура свердловини в діаметрально протилежних напрямках на всю потужність пласта створюються лінійні гірничі виробки (щілини) шириною кожна з діаметр свердловини, довжиною — 700–1000 мм. За рахунок цього відбувається розвантаження присвердловинної зони, чим забезпечується поліпшення її колекторських властивостей.
Для обробки свердловин використовують обладнання аналогічне використовуваному при ГРП. Продуктивність може бути 4 — 5 свердловин на місяць при розтині продуктивного пласта ефективною потужністю 8-10 метрів.
За даними ВНДІ гірничої геомеханіки і маркшейдерської справи застосування цього методу на нафтових свердловинах в теригенних і карбонатних колекторах дозволяє за 2-4 роки отримати додатково від 2847 до 4653 т нафти на одну свердловину.